# Wuosthorn
Wuosthorn är en bergstopp i Schweiz.   Den ligger i regionen Prättigau/Davos och kantonen Graubünden, i den östra delen av landet, 190 km öster om huvudstaden Bern. Toppen på Wuosthorn är 2 815 meter över havet, eller 225 meter över den omgivande terrängen. Bredden vid basen är 2,1 km.
Terrängen runt Wuosthorn är bergig västerut, men österut är den kuperad. Närmaste större samhälle är Davos, 8,3 km norr om Wuosthorn. 
Trakten runt Wuosthorn består i huvudsak av gräsmarker. Runt Wuosthorn är det mycket glesbefolkat, med 4 invånare per kvadratkilometer.